# Западни Мидландс (грофовија)
Западни Мидландс (енгл. West Midlands) је традиционална грофовија Енглеске.